# Jose Maria Sison
Jose Maria Sison, alias Amado Guerrero (Cabugao, 8 febbraio 1939 – San Juan, 16 dicembre 2022), è stato uno scrittore, politico, attivista e rivoluzionario filippino.
È stato presidente della Rete Internazionale per gli Studi Filippini, presidente del Centro per gli Studi Sociali, capo consulente politico del Fronte Democratico Nazionale delle Filippine e dirigente della Lega Internazionale della Lotta dei Popoli.
Personalità piuttosto controversa, dall'agosto 2002 è stato ritenuto un terrorista sia dalle autorità statunitensi che dall'Unione europea. È stato il Presidente-fondatore del Partito Comunista delle Filippine ed assieme al gruppo paramilitare del Nuovo Esercito Popolare, fu uno dei maggiori oppositori del regime di Ferdinand Marcos durante gli anni '60 e '70. Con il suo braccio destro Bernabe Buscayno, organizzò inoltre una serie di insurrezioni ed attentati per rovesciare la presidenza, prima di essere arrestato nel 1977. Dopo la rivoluzione del Rosario, Corazon Aquino gli concesse la libertà, ma temendo ripercussioni Sison si trasferì nei Paesi Bassi, dove è rimasto dal 1987.

## Biografia

### Prime attività politiche
Si laureò all'Università delle Filippine nel 1959, quindi si recò a Giacarta per studiare letteratura e lingua indonesiana, facendo ritorno a Manila nel 1963 come professore. L'anno successivo, il 1964, Sison fondò il Kabataang Makabayan (Gioventù Nazionale), un'organizzazione progressista dei giovani filippini, di cui fu Presidente fino al 1968.
In questo periodo Sison si avvicinò al marxismo-leninismo e al maoismo. Iscrittosi al vecchio Partito Comunista delle Filippine, lavorò da una parte per combattere il revisionismo moderno che, a suo dire, si era impossessato del Partito, dall'altro si impegnò affinché il KM potesse stringere saldi legami con il movimento operaio, contribuendo anche al consolidamento del Partito dei Lavoratori, di cui fu segretario generale per un breve periodo. Nel 1966, nell'ambito di questo lavoro, fu tra i promotori del Movimento per l'Avanzamento del Nazionalismo, un fronte unito rivoluzionario che aspirava a compiere la rivoluzione di nuova democrazia, in accordo con gli insegnamenti di Mao Zedong in merito.
Fra il 1963 e il 1968, inoltre, Sison fu redattore capo del giornale Progressive Review, pubblicato anche in lingua inglese e vicino alle posizioni del MAN.

### La lotta per un nuovo Partito Comunista
Nel 1962, Sison entrò nel Comitato Esecutivo del PKP, ma subito criticò l'arrendevolismo e il "capitolazionismo" dei dirigenti. Dopo che il segretario generale del Partito, Jesus Lava, si arrese al governo, nel 1964 Sison propose di riassumere l'esperienza storica del Partito, criticare gli errori e avviare una campagna di rettifica. A lui fu affidato il compito di redigere il rapporto in merito, che presentò nel 1966 con lo pseudonimo di Amado Guerrero. Tuttavia, la critica opposta dal rapporto non piacque al gruppo dirigente del Partito, che lo censurò ed espulse Sison.
Jose Maria Sison, che nel frattempo aveva radunato intorno a sé una cospicua fazione di sinistra composta perlopiù da studenti, cominciò a pensare di "ricostituire" il PKP (che, secondo lui, era stato tradito dal gruppo dirigente dell'epoca). Nell'aprile del 1967, i comunisti a lui vicini presero la decisione di scindersi.
Il 26 dicembre 1968 si tenne così il Congresso di ricostituzione del PKP, che fondò il nuovo Partito Comunista delle Filippine; lo stesso giorno, Sison venne eletto suo Presidente. Nel marzo 1969 venne fondato il Nuovo Esercito Popolare. Nello stesso tempo, Sison lavorò per costituire il "governo popolare", per amministrare autonomamente le zone controllate dal NPA. Pochi anni dopo, nel 1972, firmandosi nuovamente Amado Guerrero, scrisse una delle sue opere più importanti, Società filippina e rivoluzione, nella quale affermava che il compito del PKP era quello di condurre una rivoluzione per la democrazia e il socialismo secondo gli insegnamenti del marxismo-leninismo-maoismo e tramite guerra popolare di lunga durata. In questo periodo assunse il nome di battaglia di Ka Joma, con il quale è riconosciuto tutt'oggi nel PKP.
Nel novembre 1977, Sison fu arrestato dalle autorità della dittatura di Ferdinand Marcos, che nel frattempo aveva imposto la legge marziale, e posto in cella d'isolamento. Lontano dalla lotta a cui aveva dedicato la sua vita, Sison scrisse una serie di poesie politicamente "impegnate", che furono successivamente raccolte nella collezione Prison & Beyond, pubblicato nel 1986, che gli valse il premio di scrittura del sud-est asiatico.

### In esilio
Dopo la caduta di Marcos, il nuovo Presidente Corazon Aquino concesse un'amnistia (molto criticata dall'esercito) per gli oppositori del regime e, fra gli altri, liberò Sison. Questi, temendo comunque ritorsioni, si recò in esilio nei Paesi Bassi nel 1987. Essendo lontano dalle Filippine, dovette lasciare la carica di Presidente del Partito, lavorando più strettamente con il Fronte Democratico Nazionale delle Filippine e con un'organizzazione internazionale da lui stesso fondata nel 2000 insieme ad altre personalità progressiste filippine, come Crispín Beltrán, la Lega Internazionale della Lotta dei Popoli. Inoltre, collaborò con il Centro per gli Studi Sociali e la Rete Nazionale per gli Studi Filippini, divenendo Presidente di entrambi (carica che detiene tuttora).
Sison prese parte alla Conferenza Internazionale dei Partiti e delle Organizzazioni Marxisti-Leninisti e strinse legami con vari partiti maoisti europei e del mondo.
Successivamente, Sison si impegnò per favorire le trattative di pace fra il NPA e il governo filippino che, nella sua opinione, devono basarsi sul ristabilimento della democrazia, dei diritti umani e di un'economia libera dallo sfruttamento. Per questa sua attività, divenne capo consulente politico del Fronte Democratico Nazionale delle Filippine.
Dopo gli attacchi terroristici dell'11 settembre 2001, il governo di Gloria Macapagal-Arroyo, insieme ai governi degli Stati Uniti, dei Paesi Bassi e al Consiglio europeo, condannò Sison, il PKP e il NPA come terroristi.

### L'arresto del 2007
Accusato di avere pianificato l'assassinio del deputato filippino Rodolfo Aguinaldo, nel 2001, l'Unione europea gli revocò lo status di esiliato politico. Nel 2007, fu nuovamente accusato di avere pianificato l'assassinio di due ex "soldati rossi", Romulo Kintanar e Arturo Tabara (la cui responsabilità è stata già ufficialmente assunta dal Nuovo Esercito Popolare stesso) e il 28 agosto fu arrestato ad Utrecht.
Il 1º settembre il Presidente del NDF, Luis Jalandoni, denunciò che Sison era stato tenuto in isolamento per due settimane per impedirgli di comunicare con i media. Il portavoce del Partito Comunista delle Filippine, Gregorio Rosal, denunciò che c'era il pericolo che gli Stati Uniti d'America deportassero Sison a Guantanamo. Non a caso, l'ambasciatore Kristie Ann Kenney annunciò ufficialmente che gli Stati Uniti avrebbero sostenuto il governo dei Paesi Bassi contro Sison. Il 30 agosto, sua moglie Julie De Lima denunciò che le era stato impedito di portare a Sison abiti e medicinali.
Il 7 settembre, i legali di Sison furono ascoltati dalla corte dei Paesi Bassi, che liberò Sison il 13 settembre per insufficienza di prove. Questa decisione fu sostenuta dal PKP e dal NDF, oltre che dalle altre organizzazioni pro-Sison, attraverso comunicati e articoli, mentre fu osteggiata dal governo filippino. Il 3 ottobre, infine, la corte annullò il ricorso contro il rilascio di Sison.
Tuttavia, il 5 giugno 2008 la corte dell'Aja puntualizzò che persiste la possibilità di proseguire la persecuzione di Sison per una "serie di omicidi compiuti nelle Filippine fra il 2003 e il 2004".

### "Arroyo cadrà prima della fine del mandato"
Il 18 gennaio 2008, Sison annunciò che l'allora presidente delle Filippine, Gloria Macapagal Arroyo sarebbe caduta prima della scadenza del suo mandato, nel 2010. Disse: "Ella può modificare la Costituzione per restare in carica fino al 2010 e anche oltre. Ma è da vedere se potrà restare in carica e terminare la sua amministrazione per il 2010. Quindi chiarì: "le organizzazioni di massa del movimento democratico nazionale, i partiti d'opposizione, le fazioni [progressiste] nell'esercito e nella polizia, fra gli altri, tenteranno il loro meglio per rimuovere il potere dalla signora Arroyo prima che il suo mandato scada".

## Il pensiero

### Guerra popolare
Jose Maria Sison sosteneva che, in un paese dalle condizioni politiche, economiche e geografiche come le Filippine, ci sia la necessità di condurre la rivoluzione tramite una guerra popolare di lunga durata. Questa deve essere condotta da un esercito popolare che abbia alla sua testa un partito comunista, e sostenuta dalle forze progressiste del paese. Nel caso concreto delle Filippine, queste tre armi (come le ha definite Sison) sono costituite dal Nuovo Esercito Popolare, dal Partito Comunista delle Filippine e dal Fronte Democratico Nazionale delle Filippine.
L'esercito popolare, secondo Sison, non deve essere solo un'organizzazione di combattimento, ma anche una scuola di formazione per i comunisti. Egli afferma:
Questo è notevolmente ispirato dall'esperienza della Rivoluzione culturale cinese, che era in corso in quegli anni, e che vedeva l'esercito come una "grande scuola del pensiero di Mao Zedong". Lo stesso Sison ha un'opinione molto positiva della Rivoluzione culturale, che avrebbe il merito di avere avuto un "impatto incalcolabile sulla pratica concreta della Rivoluzione Filippina".
Il giudizio di Sison sull'attuale stato della rivoluzione filippina è sostanzialmente positivo. Tuttavia, egli riteneva che essa debba essere coniugata al risorgimento della rivoluzione degli altri paesi del sud-est asiatico, come avveniva negli anni settanta, quando in Thailandia, Birmania, Malaysia e altri paesi asiatici esistevano guerriglie maoiste che conducevano analoghe guerre popolari. A questo proposito, Sison ha scritto:
Per Sison, appena le forze rivoluzionarie di questi paesi si saranno dotate delle tre armi (il partito marxista-leninista, l'esercito popolare e il fronte unito), potranno condurre a loro volta rivoluzioni e guerre popolari che, secondo il leader filippino, potrebbero distruggere il capitalismo locale in un tempo relativamente breve.
Questa visione differisce leggermente con quella del Movimento Internazionalista Rivoluzionario (cui sono legati, fra gli altri, i partiti comunisti (maoisti) di Perù, Nepal e India), che sostiene che la guerra popolare sia universalmente applicabile. Al contrario, Sison riteneva (come del resto riteneva lo stesso Mao) che la guerra popolare sia una tattica applicabile solo nei paesi oppressi dall'imperialismo e dove le forze rivoluzionarie degli sfruttati possono trovare un accordo con la borghesia nazionalista.

### Marxismo e patriottismo
Jose María Sison scrisse numerosi libri nei quali tentò di conciliare il marxismo-leninismo-maoismo con il nazionalismo, in particolare sostenendo (rifacendosi agli insegnamenti di Mao Zedong in merito) che la rivoluzione abbia due fasi: la prima, di nuova democrazia, svolta attraverso guerra popolare di lunga durata, che vede la partecipazione di tutte le forze progressiste e per una certa parte anche della borghesia nazionalista intenzionata a combattere il colonialismo e l'imperialismo. La seconda fase della rivoluzione, quella comunista, non potrà che vedere lo scontro della classe operaia e dei suoi alleati contro la borghesia monopolistica e i suoi alleati: la vittoria della prima fazione, sostiene Sison, potrà portare all'instaurazione del socialismo.
Per dimostrare che, in ultima analisi, l'obiettivo finale e ultimo della rivoluzione sia comunque il socialismo, affermò:
In questo senso, Sison riteneva che la lotta per il socialismo debba essere conciliata alla lotta di stampo nazionalista contro l'imperialismo.

## Premi accademici
Per tutto il corso della sua vita, Jose Maria Sison ha coniugato la sua lotta politica ad una prolifica produzione letteraria, con particolare riguardo alla poesia. Questo gli ha permesso di ricevere diversi premi nazionali sia politici sia indipendenti.
Nel 1985, dopo la caduta di Ferdinand Marcos, l'Unione degli Scrittori delle Filippine lo insignì del Literary Achievement Award per la poesia e i saggi letterari, con particolare riferimento alla sua raccolta di poesie Prison & Beyond. L'anno successivo ricevette il Southeast Asia WRITE Award per la poesia, sempre grazie a Prison & Beyond.
Il 26 novembre 1994, in occasione del 30º anniversario della sua fondazione, il Kabaatang Makabayan premiò Sison con un "premio speciale di riconoscimento di contributo eccezionale, come dirigente instancabile e comprensivo, maestro paziente, amico affettuoso e compassionevole e compagno esemplare per la lotta democratica nazionale dei contadini, degli operai e dell'intero popolo filippino".
Nel maggio 1998, durante la sua 56ª Convenzione Nazionale Annuale, la Gilda degli Editori Universitari insignì Sison, "poeta, scrittore, dirigente rivoluzionario", del Premio Marcelo H. del Pilar, dato ai più fecondi e costanti membri della Gilda.